# تورگنو
تورگنو (به اسپانیایی: Turégano) یک شهرستان در اسپانیا است که در سگبیا واقع شده‌است.

## نگارخانه

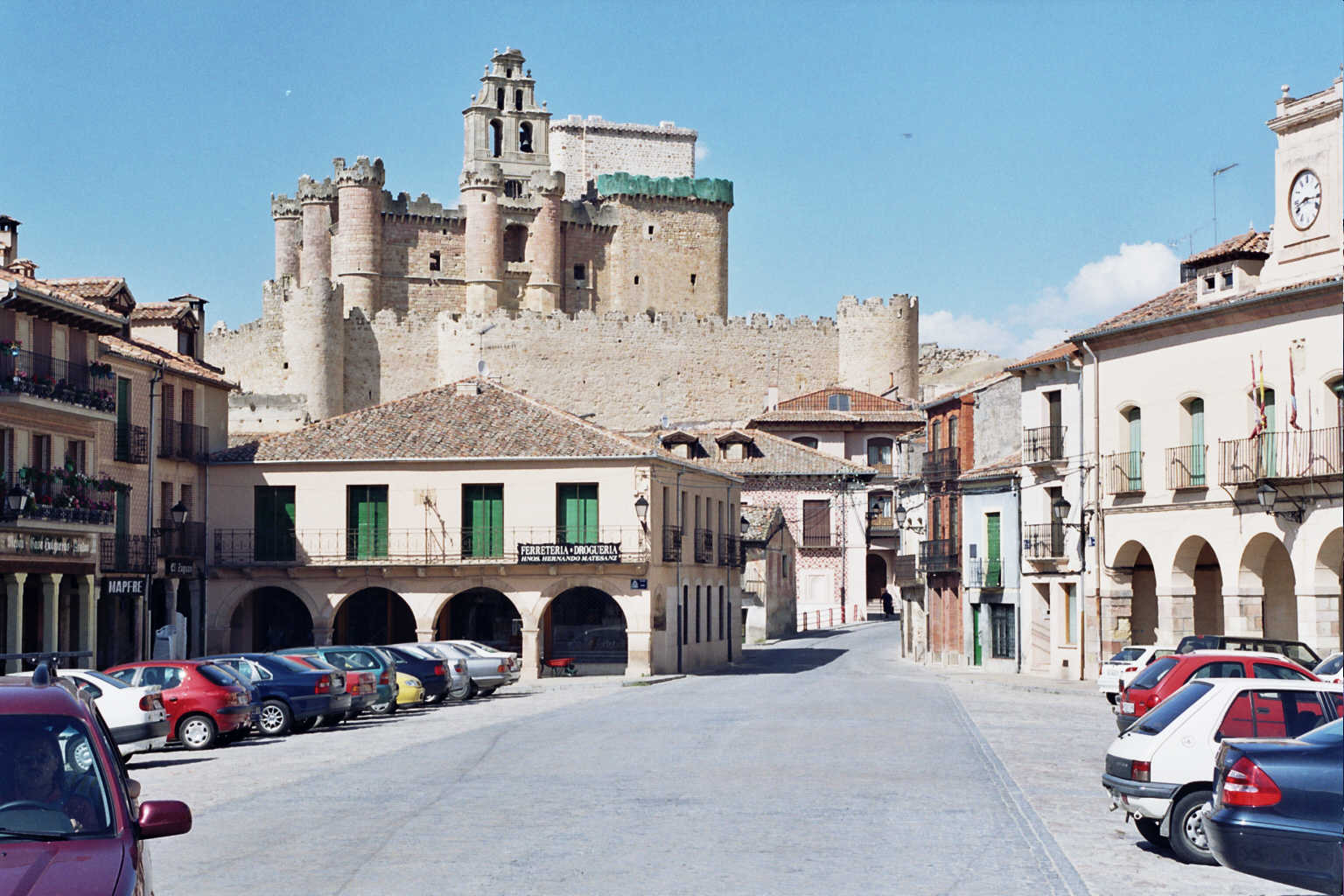
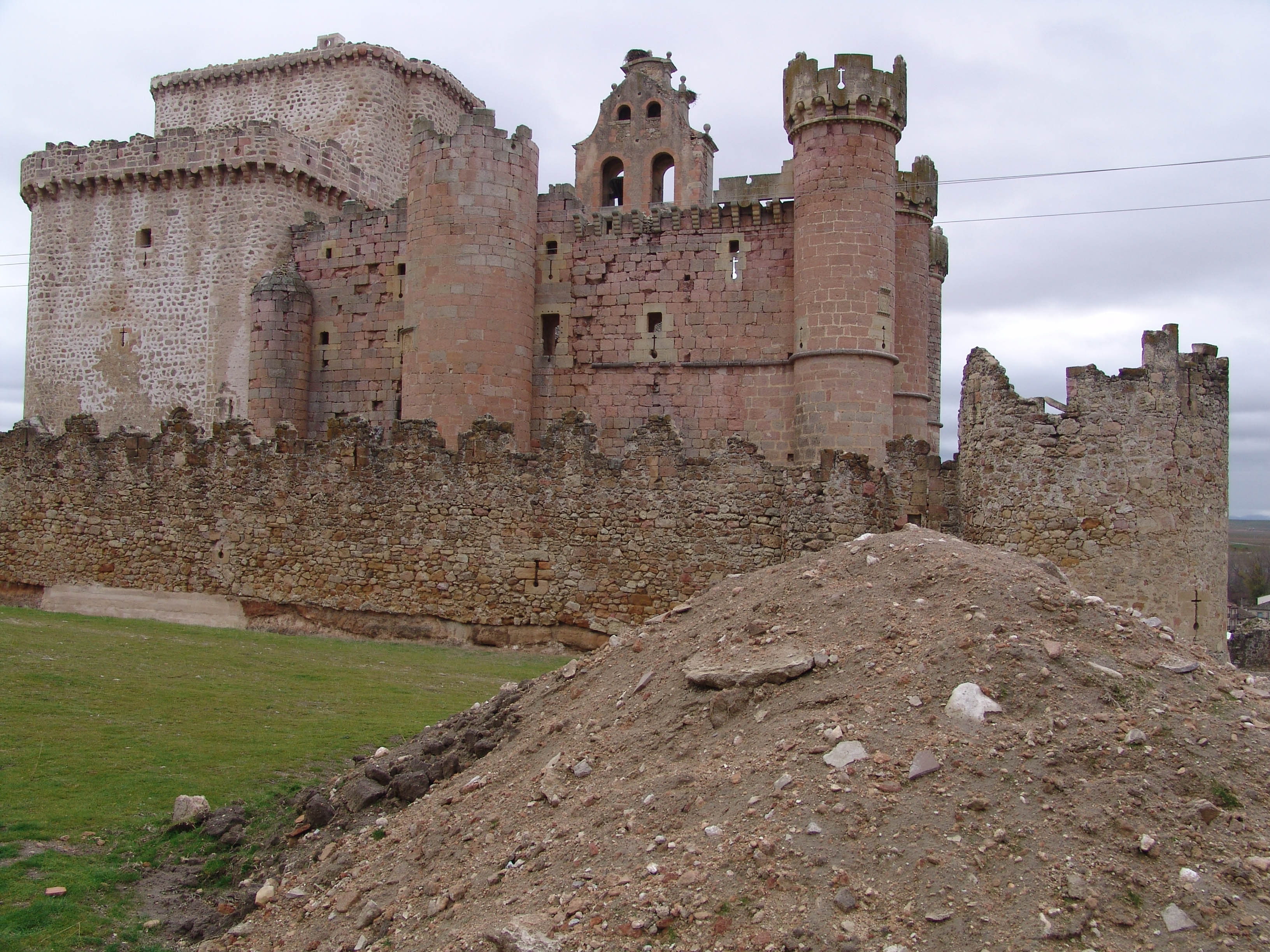